# Wienerschnitzel
Wienerschnitzel је амерички ланац ресторана брзе хране. Основан је 1961. године од стране Џон Галардиа.